# Chorosza
Chorosza (ukr. Хороша) – wieś na Ukrainie w rejonie lipowieckim, obwodu winnickiego.
Według pamiętników Tadeusza Bobrowskiego dziedzicem Skitki i Choroszy był Marian Bartoszewicki.